# Percina cymatotaenia
Percina cymatotaenia é uma espécie de peixe da família Percidae.
É endémica dos Estados Unidos da América.